# Тичинін Віктор Сергійович
Віктор Сергійович Тичинін (25 грудня 1910, місто Олександрівськ-Грушевський, тепер місто Шахти Ростовської області, Російська Федерація — 2 липня 1977, місто Київ) — український радянський діяч, начальник Головного управління Ради Міністрів УРСР по матеріально-технічному постачанню. Депутат Верховної Ради УРСР 7—9-го скликань. Кандидат у члени ЦК КПУ в 1971—1977 р.

## Біографія
Народився в родині робітника-шахтаря. З 1926 року — електрослюсар шахти імені Петровського тресту «Шахтоантрацит» РРФСР.
У 1930—1935 роках — студент Донецького гірничого інституту.
У 1935—1936 роках — головний механік шахти № 32-біс тресту «Чистяковвугілля» Донецької області. У 1936—1938 роках — головний механік шахти № 9—43 тресту «Чистяковвугілля» Донецької (Сталінської) області. У 1938—1941 роках — головний механік тресту «Куйбишеввугілля» Сталінської області.
У серпні 1941—1946 роках — у Червоній армії. Учасник німецько-радянської війни з 1941 року. Служив командиром батареї звукової розвідки 815-го окремого розвідувального артилерійського дивізіону 41-ї гвардійської гарматно-артилерійської бригади 5-ї, потім 7-ї гвардійської армії; командував 59-м гвардійським окремим артилерійським дивізіоном 7-ї гвардійської армії. Воював на Волховському, Донському, Степовому, 2-му Українському фронтах.
Член ВКП(б) з 1943 року.
У 1946—1950 роках — директор Сталінського енергетичного заводу комбінату «Сталіновугілля»; начальник шахти «Бутівка-Донецька» («Жовтнева») тресту «Куйбишеввугілля» Сталінської області УРСР; керуючий тресту «Новгородвугілля» Новгородської області РРФСР.
У 1950—1951 роках — керуючий тресту «Доншахтоспецмонтаж» Сталінської області. У 1951—1956 роках — керуючий тресту «Сталіношахтобудмонтаж»; заступник начальника комбінату «Сталіношахтобуд» Сталінської області.
У 1956—1957 роках — начальник Головшахтобудмонтажу Міністерства будівництва підприємств вугільної промисловості Української РСР.
У червні 1957 — грудні 1962 року — начальник управління матеріально-технічного постачання Ради народного господарства Сталінського (Донецького) економічного адміністративного району. 
У січні 1963 — жовтні 1965 року — заступник голови Ради народного господарства (раднаргоспу) Донецького економічного району.
23 жовтня 1965 — 2 липня 1977 року — начальник Головного управління Ради Міністрів Української РСР по матеріально-технічному постачанню.
Похований в Києві на Байковому кладовищі.

## Звання
- старший лейтенант
- капітан

## Нагороди
- два ордени Леніна
- орден Жовтневої Революції
- орден «Знак Пошани»
- два ордени Вітчизняної війни 2-го ст. (1943, 1944)
- медалі